# Stazione di Locarno Sant'Antonio
La stazione di Locarno Sant'Antonio delle Ferrovie Autolinee Regionali Ticinesi (FART) è una fermata ferroviaria della ferrovia Locarno-Domodossola ("Centovallina") attivata il 17 dicembre 1990.

## Storia

Il fabbricato viaggiatori in uso dal 1923 al 1988

In corrispondenza dell'attuale fermata sotterranea, a partire dal 1907 ebbe il capolinea la ferrovia Locarno-Ponte Brolla-Bignasco. All'epoca la stazione constava di tre binari, due dei quali terminavano in una rimessa e il terzo nell'officina; il fabbricato viaggiatori era di tipo analogo alla gran parte degli altri presenti lungo la ferrovia. Nel 1908 la stazione venne connessa alla linea tranviaria cittadina. Con l'apertura della linea per Domodossola, nel 1923 venne inaugurato un nuovo fabbricato viaggiatori in muratura (46.168806°N 8.787889°E, demolito nel 2004). Gli impianti in superficie vennero dismessi il 29 maggio 1988.

## Strutture e impianti
La fermata è collocata tra i posti di blocco di Galleria e San Martino.

## Movimento
La fermata è servita, in regime di fermata a richiesta, dai treni regionali (linea Locarno-Intragna/Camedo e viceversa) e diretti (linea Locarno-Domodossola e viceversa) delle FART.

## Servizi
- Biglietteria a sportello presso la (soprastante) sede amministrativa FART[6]
- Biglietteria automatica della Comunità tariffale Ticino e Moesano

## Interscambi
- Fermata autobus